# Wasser Berlin International

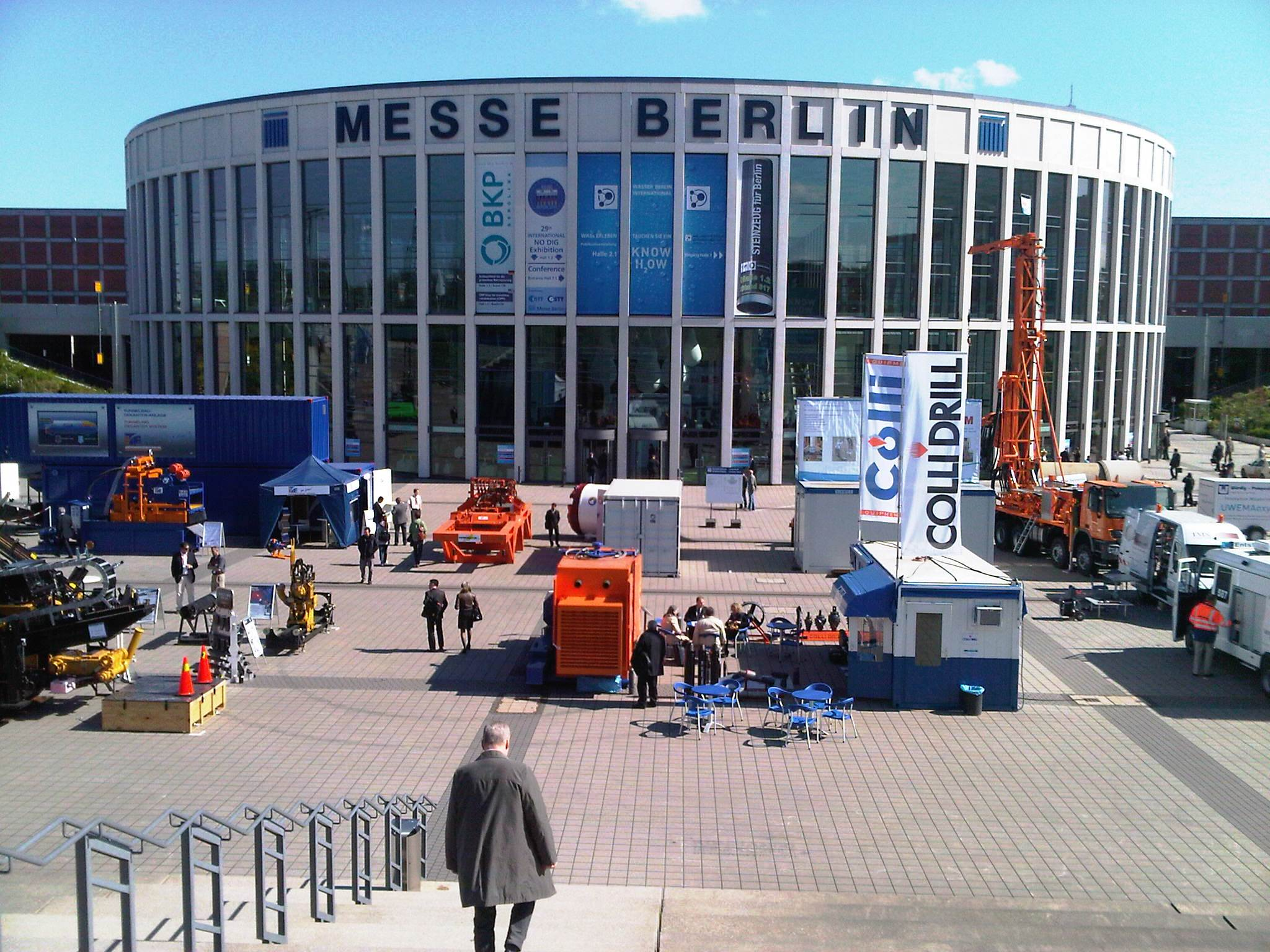
Wasser Berlin 2011

Wasser Berlin International je veletrh v Berlíně, který je zaměřený na produkty a služby, související obecně s vodou a odpadními vodami.

## Koncept
Hlavní témata zahrnují extrakci vody, čištění odpadních vod a rozvod vody, kanalizace, konstrukci kanálů a potrubí, konstrukce a technologie měření, kontroly a analýzy.
Kromě veletrhu se na berlínském výstavišti souběžně koná stejně zaměřený odborný kongres. Veletrh je určen výhradně pro odborné návštěvníky a koná se každé dva roky. V roce 2009 zaznamenal přibližně 35 000 návštěvníků, 704 vystavovatelů z 28 zemí s využitím výstavní plochy o velikosti 49.000 m². Záštitu nad veletrhem drží Německý plynařský a vodárenský svaz (Deutsche Vereinigung des Gas - und wasserfaches e. V. (DVGW)) a Mezinárodní asociace pro vodu (IWA).